# Nahrungsforschung
Der Begriff Nahrungsforschung stammt aus der Volkskunde und wird für die Erforschung der sozialen und kulturellen Bedeutung von Essen und Trinken sowie der Nahrungsmittel in Geschichte und Gegenwart verwendet. Seit einiger Zeit wird der Begriff auch als kulturwissenschaftliche Bezeichnung eines interdisziplinären Ansatzes verwendet, der sowohl Kulturgeschichte als auch Ernährungssoziologie einbezieht. Bislang wird er nur von einigen Autoren verwendet. Die Ernährungsforschung ist im Unterschied hierzu ein Teilgebiet der Ernährungswissenschaft und beschäftigt sich mit der Ernährung in gesundheitlicher Hinsicht.

## Geschichte
Bereits im frühen 19. Jahrhundert haben volkskundliche Forschungen auch Untersuchungen zu "Volksspeisen" und Getränken in ihre Darstellungen von "Land und Leuten" integriert. Besondere Differenzierungen wurden hierbei nicht vorgenommen; als Quellenmaterial dienten historische Rezeptsammlungen, Haushalts- und Proviantbücher, Steuer- und Akzisenlisten sowie Rechnungen oder Wirtschaftsbücher. Gefragt wurde vor allem nach Art, Umfang, Zubereitung und Kosten der Lebensmittel.
Nach dem Zweiten Weltkrieg waren es der Münsteraner Volkskundler Günter Wiegelmann und der Sozialhistoriker Hans-Jürgen Teuteberg, die den Begriff Nahrungsforschung einführten. Mit der 1967 erschienenen Schrift Alltags- und Festspeisen. Wandel und gegenwärtige Stellung wies Wiegelmann auf den historischen Kontext von Esskultur und Trinkkultur hin sowie die kulturellen und sozialen Aspekt des Essens. Damit griff er die bereits bestehenden Forschungsansätze zur Nahrungsethnologie aus dem englischen und französischen Sprachraum auf.
Seitdem hat die volkskundlich-historische Nahrungsforschung (Nahrungsethnologie) im deutschen Sprachraum starke Ausdifferenzierungen erfahren und sich vermehrt zu einer interdisziplinären Forschung entwickelt, die auch gegenwartsorientiert und empirisch arbeitet. Im Mittelpunkt der Ernährungssoziologe stehen nicht die Lebensmittel und ihre Verarbeitung wie die Geschichte der Kartoffel oder des Kaffees in Europa, sondern die soziale Verzehrsituation (Tischordnung, Anlass, Brauch, Ritual), der gesellschaftliche Stand und die jeweils unterschiedliche Ernährung (Bier oder Wein, Lammbraten oder Innereien) und die regionale oder internationale Verbreitung (Diffusion) von Lebensmitteln und ihre Popularität. Wichtige Beiträge stammen von dem Bonner Volkskundler Gunther Hirschfelder (historische Trinkkultur) sowie Hans-Jürgen Teuteberg, Günter Wiegelmann, Uwe Spiekermann, Ulrich Tolksdorf, Alois Wierlacher, Eva Barlösius (Soziologie des Essens).